# Maironis

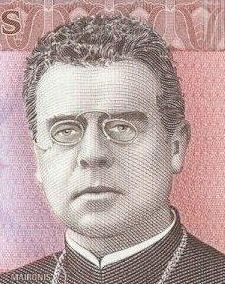
Maironis pe o bancnotă de 20 litas

Jonas Mačiulis, cunoscut sub pseudonimul Maironis (n. 2 noiembrie [S.V. 21 octombrie] 1862 - d. 28 iunie 1932) a fost un scriitor din Lituania, unul dintre cei mai valoroși poeți romantici din acestă țară și considerat poet al renașterii naționale.
A scris o lirică de factură patriotică, dedicată cauzei naționale și drame istorice în versuri, inspirate din trecutul țării sale.